# Endereço de broadcast
Em redes de computadores, um endereço de broadcast é um endereço lógico no qual todos os dispositivos conectados a uma rede de comunicações de acesso múltiplo estão habilitados a receber datagramas. Uma mensagem enviada para um endereço de broadcast pode ser recebido por todos os hospedeiros conectados à rede.
Em contraste, um endereço de multicast é usado para endereçar um grupo específico de dispositivos e um endereço de unicast é usado para endereçar um único dispositivo.
Em redes conforme o Protocolo de Internet versão 4 (IPv4), os endereços de broadcast são valores especiais no endereço IP, na parte de identificação do host. O valor "todos-um" foi estabelecido como o endereço padrão de broadcast para as redes que suportam este recurso. Este método de usar o endereço "todos-um" foi primeiramente proposto por R. Gurwitz e R. Hinden em 1982. A posterior introdução de sub-redes e Classless Inter-Domain Routing alterou isto ligeiramente, de formas que o endereço de host "todos-um" de cada sub-rede passa a ser o endereço de broadcast de sua respectiva sub-rede.